# 扬·杜里卡
扬·久里察是一名斯洛伐克足球運動員。在場上司職后卫。他現在效力于土耳其足球超级联赛球隊特拉布宗体育。他为斯洛伐克國家足球隊出场91次，在2017年11月退出斯洛伐克國家队。

## 职业生涯
久里察的职业生涯起步于斯洛伐克球队多瑙斯特雷達。2003-2005年期间，久里察跟随斯洛伐克联赛强队彼德沙尔卡参加了欧洲冠军联赛，凭借良好的表现加盟俄超球队莫斯科土星。2009年1月31日，另一支俄罗斯球队莫斯科火車頭以350万欧元的价格击败凯尔特人和帕纳辛奈科斯购得久里察。2010年1月13日，为备战南非世界杯，久里察租借加盟德甲球队汉诺威96。
在跟随斯洛伐克队打入南非世界杯16强后，久里察回到莫斯科火车头并稳坐主力。期间他在2013-14赛季入选俄超联赛最佳阵容。2015-16赛季后，久里察宣布离开莫斯科火车头。法国欧洲杯后，久里察自由转会加盟土超球队特拉布宗体育。2018年5月，在自己的合同到期前夕，久里察宣布离开特拉布宗体育。

## 国家队
久里察与另一位优秀的斯洛伐克中卫马丁·什科特尔同在2004年7月9日这一天完成斯洛伐克国家队首秀。两人随后在国家队一起搭档长达13年。久里察作为主力参加了2010年南非世界杯和2016年法国欧洲杯，并计划在2018年的俄罗斯世界杯后退出国家队。然而由于斯洛伐克队没能晋级俄罗斯世界杯，久里察选择在世界杯预选赛结束后一个月退出国家队。他的最后一次比赛是2017年11月14日对阵挪威。这场比赛中久里察出任队长，并在奏唱斯洛伐克国歌时因为激动而泣不成声。久里察在斯洛伐克国家队出场91次，打进4球。在扬·科扎克担任斯洛伐克队主教练期间，久里察是排名什科特尔和哈姆西克之后的第三队长。